# Акунья, Анхелина
Мария Анхелина Акунья Сагастуме де Кастаньеда (исп. María Angelina Acuña Sagastume de Castañeda; 31 января 1905 — 14 июня 2006) — гватемальская писательница прозы и поэзии. Крупная поэтическая деятельница в своей стране, она была особенно известна своей строгостью в использовании классической формы сонета. Писательница Маргарита Каррера назвала Акунья «сестрой по духу Габриэлы Мистраль».

## Биография
Мария Анхелина Акунья Сагастуме де Кастаньеда родилась в Хутьяпе в семье Франсиско Акунья и Аделы Сагастуме де Акунья.
Она перебралась в Гватемалу, где училась на учителя начальных классов. Она получила степень бакалавра наук и литературы в Центральном нормальном институте для девушек Белен. После выпуска из университета она работала в таких учебных заведениях, как Центральный педагогический институт Белен и Национальный институт Центральной Америки (INCA). В качестве приглашенного профессора она преподавала также в Южном колледже Флориды (Лейкленд, Флорида). Акунья начала публиковать стихи в 1930-х годах и была одной из самых плодовитых поэтесс Гватемалы, печатаясь в газете El Imparcial, ведущем женском журнале Nosotras, а также в переплетённых сборниках.
Она участвовала во многих поэтических конкурсах, выиграла множество наград, что открыло двери для публикаций, а умелое владение языком помогло ей получить признание в обществе, всё ещё считавшее, что мужской интеллект превосходит женский.
В отличие от некоторых своих коллег-писательниц из Гватемалы, таких как Элиза Холл де Астуриас, бросившая писательство из-за преобладавшего в то время женоненавистничества, или Магдалена Спинола, столкнувшаяся с остракизмом во времена диктатуры Хорхе Убико Кастаньеды, Акунья так использоовала поэтические формы, чтобы избежать угроз. Вместо того, чтобы пропагандировать героическое отечество, объединённое под «Богом-Отцом», Акунья прославляла национальную гордость, используя образы плодородия матери-земли и таким образом ставя под сомнение патриархат без явной конфронтации.
В 1938 году вместе с Ольгой Виолетой Луна де Маррокин, Марией дель Пилар де Гарсиа и Магдаленой Спинола она участвовала в антологии под названием Colección lila, ставшей первым сборником женской поэзии в Центральной Америке. Она основала и руководила несколькими литературными журналами и была членом Гватемальской академии языка.
В 1944 году присоединилась к группе прогрессивно настроенных женщин, в том числе Элизе Холл де Астуриас, Берте Корлето, Глории Мендес Мина де Падилья, Росе де Мора, Ирен де Пейре и Грасиеле Куан, сформировавших Союз гватемальских женщин за гражданство (Unión Femenina Guatemalteca Pro-ciudadanía). Союз выступал за признание их гражданских прав, включая избирательное. После победы в 1944 году Гватемальской революции новая конституция, обнародованная 1 марта 1945 года, предоставила право голоса всем грамотным гражданам, включая женщин.
Акунья умерла в возрасте 101 года в своем доме в родной Хутиапе (Гватемала).

## Награды
- 1960 — «Женщина Америки», Панамериканский союз женщин в Нью-Йорке
- 1960 — Орден Кетцаля
- 1974 — Орден Франсиско Маррокина
- 2005 — Нефритовый Кетцаль Майя, высшая награда, впервые врученная женщине[15].

## Избранные сочинения
- La gavilla de Ruth (1938)[16]
- Ofrenda Lirica a Guatemala (1939)[17]
- Para que duerma un indito (1952)
- Fiesta de Luciérnagas (1953)
- Madre Américas (1960)
- El llamado de la cumbre (1960)
- Canto de amor en latitud marina (1968)
- Elogio del soneto (1999)